# エドワード・サビーン

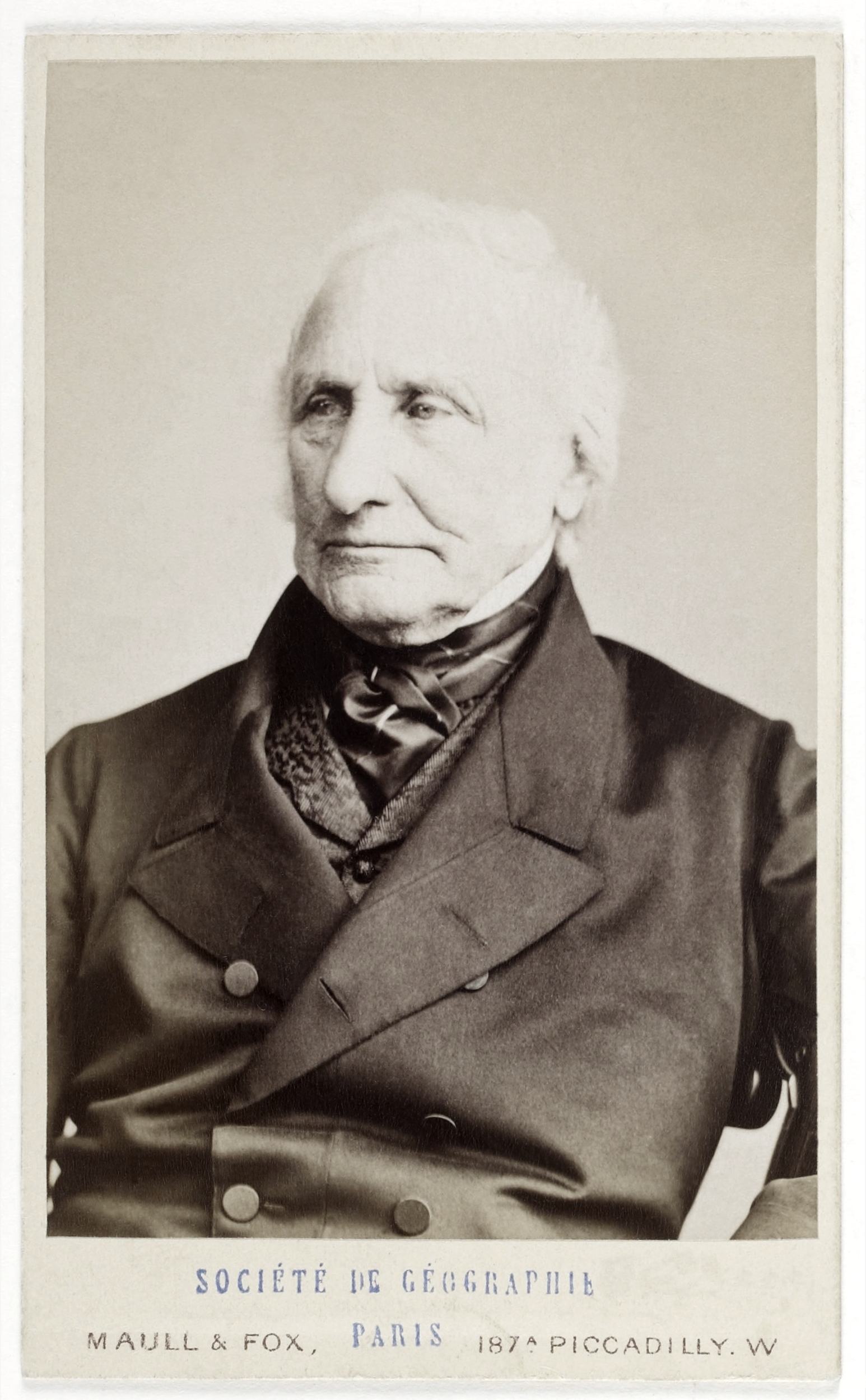
Gen. Sir Edward Sabine

サー・エドワード・サビーンまたはサビン（Sir Edward Sabine，1788年10月14日 - 1883年5月26日）は、アイルランド生まれのイギリスの天文学者・軍人・探検家である。彼の兄弟の孫に、民俗研究家のセイバイン・ベアリング＝グールドがいる。

## 生涯
ダブリンに生れた。王立陸軍士官学校で学び、1818年王立協会フェローに選ばれ、ジョン・ロス船長のカナダの北を太平洋に抜ける「北西航路」の開拓のための航海に加わった。この航海はロスが行く手を阻むクローカー山脈を誤って見たと思い込むことにより失敗した。翌1819年から1820年のウィリアム・エドワード・パリーの探検にも参加し、この時、最初の測定と地磁気の大きさが異なることを発見した。1821年と1823年にはアフリカを含む各地の地磁気の観測、振り子による重力の測定を行った。それらの観測から地磁気が約10年の周期で変動していることを発見した。1851年に地磁気変動と、ハインリッヒ・シュワーベの太陽黒点の出現周期との間の相関関係を見出した。
これらの功績により、王立協会から1821年にコプリ・メダル、同年と1853年にベーカリアン・メダル、1849年にロイヤル・メダルを受賞した。1861年から1871年のあいだ同協会の会長をつとめた。
上述の研究のほかにも、グリーンランドの鳥（"en:Sabine's Gull"（クビワカモメ）は彼の名に因む）、海洋温度、メキシコ湾流、高地の気圧測定、子午線弧長の測量、岩石の氷河による移動、ハワイ島の火山、そして気象学に関する様々な事項など多岐にわたった。